# 阿卜杜瓦利·穆米诺夫
阿卜杜瓦利·穆米诺维奇·穆米诺夫，（俄语：Абдували Муминович Муминов，1902年8月19日（格里历：9月1日）—1965年7月9日），乌兹别克族，苏联党和国家领导人。曾任费尔干纳州州长，乌兹别克苏维埃社会主义共和国最高苏维埃主席团主席等职务。

## 生平
- 1902年8月19日（格里历：9月1日）出生于费尔干纳州纳曼干区的一个农民家庭。1916年起在当地务农。
- 1930年-1940年，费尔干纳州乌伊奇区伏罗希洛夫集体农场的组织者、主席。1939年加入联共（布）。
- 1940年-1942年，费尔干纳州乌伊奇区区长。
- 1942年-1943年3月，费尔干纳州州长。
- 1943年3月-1947年3月，乌兹别克苏维埃社会主义共和国最高苏维埃主席团主席。
- 1947年3月-1965年7月，乌兹别克苏维埃社会主义共和国最高苏维埃主席团副主席；锡尔河州哈瓦斯特区国营农场主任；费尔干纳州乌伊奇区基洛夫集体农场主席。
- 1965年7月9日于费尔干纳州乌伊奇逝世，享年62岁。

穆米诺夫是第2届苏联最高苏维埃联盟院代表；第1届乌兹别克苏维埃社会主义共和国最高苏维埃代表。

## 荣誉
- 三次列宁勋章
- 一级卫国战争勋章
- 红星勋章